# Premanand Jayakumar
Premanand Jayakumar (* 31. Dezember 1986) ist ein ehemaliger indischer Leichtathlet, der sich auf den 400-Meter-Lauf spezialisiert hat.

## Sportliche Laufbahn
Erste internationale Erfahrungen sammelte Premanand Jayakumar im Jahr 2009, als er bei den Hallenasienspielen in Hanoi mit der indischen 4-mal-400-Meter-Staffel in 3:13,01 min den vierten Platz belegte. Im Jahr darauf verhalf er dem Team bei den Commonwealth Games in Neu-Delhi zum Finaleinzug und anschließend wurde er bei den Asienspielen in Guangzhou in 3:06,49 min. 2011 wurde er bei den Asienmeisterschaften in Kōbe mit der Staffel disqualifiziert, ehe er bei den Militärweltspielen in Rio de Janeiro im 400-Meter-Lauf bis ins Halbfinale gelangte und dort mit 48,89 s ausschied. Zudem gewann er dort im Staffelbewerb in 3:08,31 min die Bronzemedaille hinter den Teams aus Polen und Kenia. Daraufhin beendete er seine aktive sportliche Karriere im Alter von 24 Jahren.

## Persönliche Bestzeiten
- 400 Meter: 47,10 s, 2. Mai 2010 in Ranchi